# Rakek
Rakek – wieś w Słowenii, w gminie Cerknica. W 2018 roku liczyła 2140 mieszkańców.